# Orestes Quintana i Vigo
Orestes Quintana i Vigo (Barcelona, 1880 – Barcelona, 4 d'abril de 1909) va ser un remer català que va competir a cavall del segle xix i el segle xx. Membre del Reial Club de Regates de Barcelona, el 1900 va prendre part en els Jocs Olímpics de París, on disputà la prova del quatre amb timoner del programa de rem, quedant eliminat en sèries.
Morí per culpa d'una tuberculosi el 1909.